# 168
Évszázadok: 1. század – 2. század – 3. század
Évtizedek: 110-es évek – 120-as évek – 130-as évek – 140-es évek – 150-es évek – 160-as évek – 170-es évek – 180-as évek – 190-es évek – 200-as évek – 210-es évek
Évek: 163 – 164 – 165 – 166 –  167 – 168 – 169 – 170 – 171 – 172 – 173

## Események

### Római Birodalom
- Lucius Venuleius Apronianus Octavius Priscust (helyettese Q. Tullius Maximus) és Lucius Sergius Paullust választják consulnak.
- Tavasszal Marcus Aurelius és Lucius Verus császárok megindulnak a határprovinciákat dúló barbárok ellen. Aquileiában ütik fel a főhadiszállásukat és megszervezik Itália és Illyricum védelmét, majd átvonulnak a pannoniai Carnuntumba. Közeledtükre a markomannok visszavonulnak és békét kérnek. A két császár visszatér telelni Aquileiába.
- A császárok visszahívják Rómába a Pergamonban tartózkodó híres orvost, Galénoszt. Galénosz követi az uralkodókat Aquileiába, ahol az év telén leírja a téli táborban a katonák között számos áldozatot szedő járványt.

### Kína
- 35 éves korában fiúutód nélkül meghal Huan császár. Özvegye, Tou császárné régensként a 11 éves Liu Hongot választja következő uralkodónak a császári dinasztiából, aki trónra lépésekor a Ling nevet veszi fel.
- Az új kormányzat erős emberei Tou Vu (a régens császárné apja) és a konfuciánus tudós, Csen Fan le akarnak számolni a túlságosan megerősödött eunuch frakcióval és javasolják a régensnek valamennyiük kivégzését. Bár az özvegy császárné visszautasítja a javaslatot, a terv az eunuchok fülébe jut. Az eunuchok elrabolják a császárnét és őrizet alá helyezik a császárt ("saját biztonsága érdekében"), majd letartóztatják és kivégzik Csen Fant. Tou Vu fegyveres ellenállást szervez, de vereséget szenved és öngyilkos lesz; ezt követően az egész Tou klánt lemészárolják, a császárnő őrizet alatt marad. A kormányt Cao Csie és Vang Fu eunuchok irányítják.

## Születések
- Cao Zsen, kínai hadvezér

## Halálozások
- Január 25. – Han Huan-ti, kínai császár
- Tou Vu, kínai politikus
- Padovai Szent Dániel, keresztény vértanú

## Fordítás
- Ez a szócikk részben vagy egészben  a(z)   168 című francia Wikipédia-szócikk ezen változatának fordításán alapul.  Az eredeti cikk szerkesztőit annak laptörténete sorolja fel. Ez a jelzés csupán a megfogalmazás eredetét és a szerzői jogokat jelzi, nem szolgál a cikkben szereplő információk forrásmegjelöléseként.